# Кривский, Леонид Александрович
Леони́д Александро́вич Кри́вский (1870—1934) — российский акушер-гинеколог.

## Биография
Окончил Военно-медицинскую академию (1894), в 1905 году защитил диссертацию «К вопросу о заднетеменном вставлении головки по материалам Санкт-Петербургского родовспомогательного заведения».
Работал, среди прочего, в акушерском отделении Обуховской больницы, в пореволюционные годы преподавал в Государственном институте медицинских знаний.
Опубликовал в общей сложности 65 научных работ, касающихся вопросов оперативного акушерства и хирургического лечения гинекологических заболеваний. Под редакцией Кривского вышло двумя изданиями «Руководство по женским болезням» (1927; 1931).
Автор методики операций фибромы матки и внематочной беременности.
Был членом президиума Ленинградского акушерско-гинекологического общества и членом правления Всесоюзного общества гинекологов и акушеров.